# Eric Gryba
Eric Gryba, född 14 april 1988, är en kanadensisk professionell ishockeyspelare som är kontrakterad till New Jersey Devils i NHL och spelar för deras primära samarbetspartner Binghamton Devils i AHL.
Han har tidigare spelat på NHL-nivå för Edmonton Oilers och Ottawa Senators och på lägre nivåer för Bakersfield Condors och Binghamton Senators i AHL, Boston University i NCAA och Green Bay Gamblers i USHL.
Gryba draftades i tredje rundan i 2006 års draft av Ottawa Senators som 68:e spelare totalt.
Den 1 juli 2018 skrev han som free agent på ett ettårskontrakt värt 700 000 dollar med New Jersey Devils.